# Трос (сын Эрихтония)
Трос (или Трой, др.-греч. Τρώς) — персонаж древнегреческой мифологии. Сын Эрихтония и Астиохи. Назвал царство по своему имени Троей после наследования от отца. Жена — Каллироя. Дети — Клеопатра, Ил, Ассарак и Ганимед. Либо жена Акалларида, от которой родился Ассарак. На «конях Троса» ездит Эней.